# Otolithoides pama
Otolithoides pama är en fiskart som först beskrevs av Hamilton 1822.  Otolithoides pama ingår i släktet Otolithoides och familjen havsgösfiskar. Inga underarter finns listade i Catalogue of Life.